# Speak No Evil - Non parlare con gli sconosciuti
Speak No Evil - Non parlare con gli sconosciuti (Speak No Evil) è un film del 2024 scritto e diretto da James Watkins.
La pellicola è il remake dell'omonimo film del 2022 diretto da Christian Tafdrup.

## Trama
Durante una vacanza in Italia, gli americani Louise e Ben Dalton insieme alla loro figlia preadolescente Agnes fanno amicizia con i britannici Paddy e Ciara, anch'essi con un figlio, Ant. Tornati a casa a Londra, Louise e Ben litigano a causa della disoccupazione di lui e sulle infedeltà di Louise: per questo, quando Paddy e Ciara invitano i Dalton nella loro fattoria in campagna, la famiglia decide di accettare, sperando che la vacanza possa giovare al rapporto di coppia e soprattutto ad Agnes, che soffre di ansia e autismo ed è emotivamente legata al suo coniglio di peluche Hoppy.
Arrivati alla fattoria, i tre vengono accolti calorosamente, ma man mano che trascorrono più tempo a contatto coi loro ospiti, iniziano a notare strani incidenti e comportamenti passivo-aggressivi da parte di Paddy e Ciara, che li portano a sentirsi a disagio. Louise è anche turbata dall'atteggiamento aggressivo che Paddy e Ciara hanno nei confronti di Ant, che scoprono essere nato con una malformazione alla lingua che lo rende incapace di comunicare. Una sera gli adulti escono a cena, lasciando Agnes e Ant alle cure di un babysitter di nome Muhjid, il che innervosisce i Dalton. Mentre gioca a nascondino con Muhjid, Ant mostra ad Agnes una collezione di orologi appartenente a Paddy e un messaggio scritto in una lingua straniera, che Agnes non è in grado di comprendere. A cena, intanto, Paddy si prende gioco del vegetarianismo di Louise e mima un atto sessuale con Ciara, scioccando i loro ospiti. Al ritorno, Louise scopre che Paddy e Ciara, ubriachi, hanno preso Agnes per farla dormire nel loro letto: inorridita, Louise spinge la famiglia a fuggire, ma Agnes, che ha dimenticato Hoppy alla fattoria, costringe i genitori a tornare indietro.
Dopo aver recuperato il giocattolo, Paddy e Ciara si scusano per il loro comportamento, non senza accusare velatamente i Dalton di averli mal giudicati. Ben e Louise decidono allora di rimanere, ma i comportamenti inquietanti continuano. Dopo l'ennesimo maltrattamento di Paddy, Ant gli ruba un mazzo di chiavi e conduce Agnes in un capanno: qui la bambina vede una collezione di bagagli e oggetti personali appartenenti a molte famiglie. Per mezzo di un album fotografico, Ant fa capire ad Agnes che Paddy e Ciara non sono i suoi veri genitori, ma serial killer che attirano le famiglie nella loro fattoria, le derubano e le uccidono prima di tagliare la lingua ai loro figli e usarli per attirare le loro prossime vittime. Questo è successo ad Ant e alla sua famiglia, e Paddy e Ciara intendono ripetere lo schema coi Dalton. Agnes finge allora di avere il primo ciclo mestruale, per rimanere da sola coi genitori e spiegare loro la situazione. La famiglia organizza allora un piano per andarsene senza destare sospetti: in seguito manderanno la polizia a salvare Ant.
Da alcuni indizi Paddy e Ciara capiscono di esser stati scoperti, così manomettono l'auto dei Dalton e nascondono nuovamente Hoppy per trattenerli, prendendosi sottilmente gioco di loro mentre lo fanno. Quando i Dalton finalmente riescono a partire, Paddy getta Ant, che non sa nuotare, in uno stagno: Ben si ferma per salvare Ant, facendo così in modo che Paddy e Ciara li catturino. I Dalton sono quindi costretti a trasferire i loro risparmi sul conto dei killer, prima di essere uccisi e che ad Agnes sia tagliata la lingua; i quattro ingaggiano una lotta, durante le quale Paddy viene ferito e i Dalton si rintanano in casa con Ant. Paddy, Ciara e il loro complice Mike tentano di stanare la famiglia, ma Louise riesce a uccidere Mike e a salvare Ben prima che la famiglia sia costretta a mettersi in salvo sul tetto. Ciara la attacca, ma cade e si sfracella al suolo. Mentre la famiglia tenta di fuggire, Paddy emerge dal buio e tiene Agnes sotto tiro; la ragazza riesce però a iniettare a Paddy del sonnifero, mettendolo fuori gioco. Mentre la famiglia se ne va, Ant si avvicina a Paddy, che si fa beffe di lui dicendo "Questo è il mio ragazzo": furibondo, Ant si vendica picchiandolo a morte con un mattone. La famiglia riesce finalmente a lasciare la fattoria, portando Ant con sé; durante il viaggio, Agnes regala Hoppy ad Ant, che si sfoga con un pianto liberatorio.

## Produzione
Le riprese principali si sono svolte in Croazia e a Gloucester. Iniziate nel maggio 2023, le riprese sono state interrotte durante l'estate dallo sciopero indetto dal sindacato SAG-AFTRA e sono riprese soltanto nel novembre dello stesso anno.

## Promozione
Il primo trailer del film è stato diffuso il 10 aprile 2024.

## Distribuzione
Il film è stato distribuito nelle sale italiane l'11 settembre 2024 e in quelle statunitensi il 13 settembre successivo.

## Accoglienza

### Incassi
Il film ha incassato 36931420 $ in Nordamerica e 39824689 $ nel resto del mondo, per un totale di 76756109 $, di cui 1475738 € in Italia.

### Critica
Sull'aggregatore di recensioni Rotten Tomatoes ha una percentuale di gradimento dell'83% basato su 206 recensioni, su Metacritic ha un voto medio di 66 su 100 basato su 41 recensioni.